# Dumbéa
Dumbéa es una comuna en la Provincia Sur de Nueva Caledonia, un territorio de ultramar de Francia en el océano Pacífico.

## Ciudades hermanas
- Fréjus, Francia, desde 1985.
- Punaauia, Francia, desde 1991.
- Bessières, Francia.
- Lifou, Nueva Caledonia.